# جواد بدة
جواد بدة (مواليد سنة 1982) هو صحفي ومعلق رياضي مغربي يعمل في شبكة قنوات بي إن سبورتس العربية.

## الحياة المُبكّرة والتعليم
وُلدَ جواد بدة في مدينة خريبكة عام 1982 وترعرع فيها. درسَ في ثانويّة ابن ياسين التأهيلية وحصل على شهادة الباكالوريا قبل أن يُقدّم طلبًا للدراسة في المعهد العالي للإعلام والاتصال بالعاصِمة الرباط ثمّ تخرّج منهُ كصحفي رياضي عام 2002.

## المسيرة المهنيّة
بحلول عام 2004؛ تقدّم جواد للعمل معَ قناة الأولى كصحفيّ رياضي وارتقى فيها إلى أن سُلّمت له مهمّة التعليقِ على مباريات كرة القدم في الدوري المغربي. ظلّ لأربع سنوات كاملة رفقةَ القناة المغربيّة وفيها قدّم عددًا من البرامج إلى جانبِ تعليقهِ على مختلف مباريات الدوري المحليّ. انتقلَ جواد في 2008 للعملِ مع قناة الجزيرة الرياضية – بي إن سبورتس لاحقًا – وظل يعملُ معها حتى اليوم.
خلال مسيرته معَ القناة القطريّة؛ علّق جواد بدة على مباريات في مختلف الدوريات بما في ذلك الدوريات الخمس الكُبرى في أوروبا كما يُعلّق باستمرار على مباريات الدوري المغربي التي تقومُ قناة بي إن سبورتس المفتوحة بنقلها بينَ الفينة والأخرى بما في ذلك الدربي المغربي الذي يجمعُ كل سنة بينَ الغريمين التقليديين الوداد وَالرجاء بالإضافةِ إلى باقي مباريات البطولة. يُعلّق بدة أيضًا على المباريات الدولية بما في ذلك مباريات كأس العالم، كأس الأمم الأفريقية، كأس الأمم الأوروبية، كأس الأمم الآسيوية وغيرها من المسابقات والدوريّات.